# Illifaut
Illifaut (bret. Ilifav) – miejscowość i gmina we Francji, w regionie Bretania, w departamencie Côtes-d’Armor.
Według danych na rok 1990 gminę zamieszkiwało 757 osób, a gęstość zaludnienia wynosiła 28 osób/km² (wśród 1269 gmin Bretanii Illifaut plasuje się na 689. miejscu pod względem liczby ludności, natomiast pod względem powierzchni na miejscu 331.).